# Bernard ze Žerotína (1484)
Bernard ze Žerotína (německy Bernhard von Zierotin, 4. dubna 1484 – 1532, Nisa) byl moravský šlechtic z rodu Žerotínů, vojevůdce v bojích proti Turkům a majitel panství Fulnek, Sudice, Starý Jičín, Štramberk a Vikštejn.

## Život
Narodil se 4. dubna 1484 jako nejmladší syn kališníka Jana staršího ze Žerotína, tehdejšího zástavního držitele Bytomi a majitele panství Fulnek a jeho druhé manželky Machny z Nové Cerekve. Po otcově smrti v roce 1499 pobýval z neznámých příčin spolu s několika svými sourozenci v Polsku, přičemž správu rodových statků vedl jeho starší bratr Jan. Roku 1507 byl však již zpět na Moravě a dne 29. září potvrdil i s bratrem Jiřím několik privilegií městu Fulneku (včetně práva na výstav piva v Butovicích a Kuníně), jež čtyři roky předtím vyhořelo. Poté, co koncem listopadu 1507 Jiří ze Žerotína zemřel, ujal se Bernard fulneckého a sudického panství, avšak to posléze odprodal Jaroslavovi Oderskému z Lidéřova. V letech 1512 až 1523 držel coby zástavu také panství Vikštejn a od roku 1524 byl majitelem Štramberku, který zakoupil od Lacka z Hustopeč. Právě držba Štramberku se stala příčinou sváru mezi Bernardem a jeho bratrem Viktorinem, vlastníkem Starého Jičína, jenž Bernarda v roce 1526 pohnal před zemský soud, kde se dožadoval štramberského hradu a dílu přilehlého panství. Soud však rozhodl v Bernardův prospěch a ten po smrti bezdětného Viktorina v roce 1529 zdědil rovněž Starý Jičín.
Kariérně se Bernard ze Žerotína uplatnil převážně v zemském vojsku. Roku 1522 se stal spolu s bratry členem družiny, která doprovázela Marii Habsburskou, manželku krále Ludvíka Jagellonského, ke korunovaci do Prahy. O čtyři roky později byl jmenován jedním z velitelů moravského vojska, jež se vypravilo podpořit krále Ludvíka do Uher v bojích s Osmany. Do přímých bojů ale nezasáhli, protože na místo dorazili až poté, co byly královy jednotky poraženy v bitvě u Moháče. Poté se se svými muži stáhl zpět na zemské hranice, aby je bránil proti nepříteli.
Dne 9. září 1529 bylo na zasedání zemského sněmu v Brně rozhodnuto, že v reakci na neustále rostoucí tureckou hrozbu, je každý pátý muž povinen obranou země. Území bylo rozděleno na čtyři částí. V Bystřickém okrese mezi Odrou a Moravou, kde byla hrozba největší, byli vrchními veliteli hotovosti z jičínsko-bystřické čtvrti olomouckého kraje ustanoveni Bernard ze Žerotína a Přemek Prusinovský z Víckova.
Krom vojenské služby zastával také v letech 1524 až 1532 funkci přísedícího zemského soudu v Olomouci.

### Manželství a odkaz
Ačkoliv byl Bernard ze Žerotína ženatý s Markétou, dcerou Tasa z Ojnic, potomka nezplodil a na základě testamentu, sepsaného 23. července 1532 ve slezské Nise, odkázal majetky sedmi synům svých bratří Petra a Jana. Zemřel někdy před listopadem 1532 v Nise a po brzké smrti Markéty z Ojnic propukl mezi dědici vleklý spor o Bernardovo dědictví. Ze šlechticovy závěti dále vyplývá, že jeho fulnecké sídlo obklopovala celá řada lidí, včetně příslušníků moravské a slezské nižší šlechty, kteří v Žerotínových službách hledali obživu.